# Raymond Elena
Raymond Elena (* 4. August 1931 in Oran; † 4. Januar 2024 in Jujurieux) war ein französischer Radrennfahrer.

## Sportliche Laufbahn
Elena war im Straßenradsport aktiv. Als Amateur gewann er 1952 das Eintagesrennen Grand Prix de Saint-Raphaël, 1953 die Militärmeisterschaft im Straßenrennen sowie die Tour des Bouches-du-Rhône. Von 1952 bis 1965 war er Unabhängiger und Berufsfahrer. 1954 siegte er in der Tour de Haute-Savoie, in der Tour du Vaucluse und im Circuit Drôme-Ardèche, 1955 im Grand Prix de Cuir, 1956 Grand Prix du comptoir des tissus, 1957 im Grand Prix de Saint-Raphaël, 1958 im Boucles roquevairoises und in der Tour du Gard, 1960 in der Tour de Picardie, 1961 auf einer Etappe der Tour de l’Aude, 1962 im Boucles roquevairoises, 1964 auf einer Etappe der Tour des Alpes de Provence. 1957 wurde er Zweiter in der Luxemburg-Rundfahrt hinter Gérard Saint, 1958 bei Bourg–Genf–Bourg, 1959 im Grand Prix d’Alger. Dritter wurde er im Grand Prix d’Aix-en-Provence 1959, im GP Stan Ockers 1963 und in der Tour de Corrèze 1965.
Viermal startete er in der Tour de France. 1954, 1956, 1957 und 1962 beendete er die Rundfahrt jeweils nicht.